# Jama (przełęcz)
Jama – położona na wysokości 795 m n.p.m. przełęcz w Gorcach znajdująca się pomiędzy ich głównym grzbietem a szczytem Wichry. Przełęcz znajduje się na granicy lasu i pól uprawnych. Przebiega przez nią granica między miastem Rabka-Zdrój (las po zachodniej stronie przełęczy) i wsią Olszówka (pola uprawne po wschodniej stronie przełęczy). Na przełęczy krzyżują się dwie drogi gruntowe. Przez przełęcz biegnie także granica Gorczańskiego Parku Narodowego.
Szlak turystyczny
 Poręba Górna – Jasionów – Jama – bacówka na Maciejowej. Czas przejścia 3 godz., z powrotem 1 godz. 30 min.